# Arthur McEvoy
Pour les articles homonymes, voir McEvoy.
Arthur McEvoy, né le 8 novembre 1868 à Chantilly et mort le 21 juillet 1904 à Paris, est un joueur français de cricket.

## Biographie
Arthur McEvoy participe à l'unique match de cricket aux Jeux olympiques en 1900 à Paris. La France, représentée par l'équipe du Standard Athletic Club, est battue par l'Angleterre et remporte donc la médaille d'argent.